# 와셀 최
와셀 최(영어: Wasel Choi, 1979년 8월 9일 ~ )는 현재 샌프란시스코에 거주하는 예술인, 여행가, 건축가이다.
와셀의 작품은 그의 건축학과 인류학에 대한 연구로부터 큰 영향을 받았으며, 그는 평소 신비로운 잠재의식으로부터 영감을 받아 작품 활동을 한다. 그의 작품은 선(线)과 면(面)의 조화로 이루어져 있다. 선과 면이 가까웠다 멀어졌다 하며 입체적인 모습을 이룬다.
와셀은 상하이에서 열린 2010년 세계 박람회, 워마드 (영어:World of Music, Arts and Dance), 2009년 체코에서 열린 빗코비체 스멀트 아트, 2009년 에머레츠 팔라스에서 열린 에머라티 익스프레션, 2008년 프랑스 아트 페스티벌, 2007년 아트 파리 아부다비 등 개인전과 그룹전시회에 작품을 전시하였으며, 또한 오스트라바, 타만 네가라, 프라하, 메디나, 싱가포르, 로스 가토스 캘리포니아, 아부다비, 이스탄불, 창춘시, 베이징, 포코트 케냐, 함부르크, 바레인, 로텐부르크, 홈스, 드레스덴, 룹알할리 사막, 쿠알라룸푸르, 가르미슈파르텐키르헨 등 세계 여러도시를 여행하고 다른 문화의 사람들과 교류하며 작품을 만들고, 체험을 기록하며 인류학을 공부하였다. 그는 뉴욕 대학교와 드레스덴 아타데미 미대에서 강의와 워크샵도 진행했다.
와셀은 니산 무라노, 페라리 포뮬러 원 레이서카, 그리고 1959년형 쉐보레 임팔라 등 아트카 작품을 성공적으로 끝마쳤으며 2009년엔 초고층 건물 부르즈 할리파 (높이 828m) 84층에 작품을 설치하는 코미션을 받아 성공적으로 마쳤다.2009년부터 2013년까지 동남아시아에서 살고자 했던 꿈을 이룬후 현재 배우자의 고향 샌프란시스코에 정착해 작품 활동 중이다.

## 작품
|  |  |  |